# Heinrich Wilken (Schriftsteller)

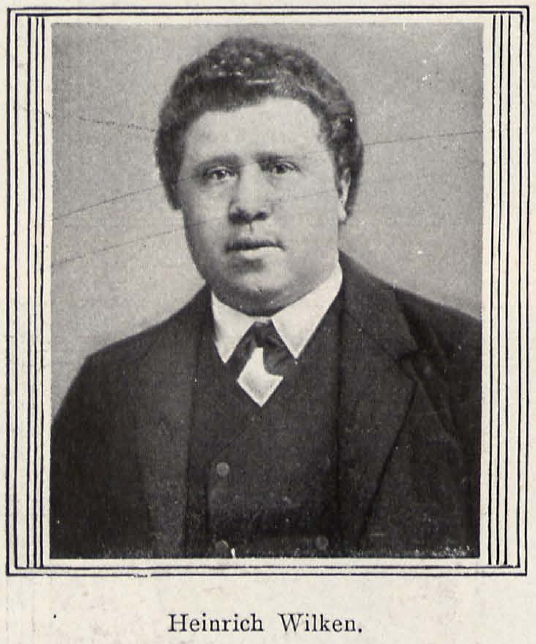
Heinrich Wilken

Heinrich Wilken (* 27. Januar 1835 in Thorn; † 21. Mai 1886 in Berlin) war ein deutscher Lustspielautor, Schauspieler und Theaterdirektor.
Von 1869 bis 1878 wirkte Wilken als Gesangskomiker in Berlin. 1883 war er Leiter des Central-Theaters in Berlin. Er verfasste eine Reihe von Possen, oft in Zusammenarbeit mit anderen Autoren.
Heinrich Wilken starb 1886 im Alter von 51 Jahren in Berlin und wurde auf dem Friedhof I der Jerusalems- und Neuen Kirche beigesetzt. Das Grabmal ist nicht erhalten.

## Werke
- Herzensgrüße (1866)[3]
- Fünf Minuten Berliner (1867; Musik von Rudolf Bial)[4]
- Elzevir (1868; Musik von Rudolf Bial)[5]
- Dienstmann 112 (1868; mit Siegmund Haber)[6]
- Auf eigenen Füßen (1869 Berlin; mit Emil Pohl, Musik von August Conradi)[7]
- Tante Preciosa! (1869; mit Siegmund Haber; Musik von Rudolf Bial)[8]
- Paris und Rom! (1870; mit C. Stein; Musik von Fichtelberger)
- Dampfkönig (1871 Berlin; Musik von August Conradi)[7]
- Die Kläffer (1871; mit Adolph L’Arronge; Musik von Rudolf Bial)[9]
- In Freud’ und Leid (1875; mit Eduard Jacobson; Musik von Gustav Michaelis)[10]
- Im Charakter (1876)[11]
- Migraine (1876; mit Gustav Kadelburg)[12]
- Der Löwe des Tages (1877 Wien; Musik Karl Millöcker)[13]
- Kyritz-Pyritz (1882; mit Oskar Justinus)[14]
- Das lachende Berlin (Berlin 1886; mit Eduard Jacobson, Musik von H. Grau)[15]
- Gesellschaftliche Pflichten (1889; mit Oskar Justinus)[16]
- Ehrliche Arbeit (1892; mit Louis Herrmann, Rudolf Bial, Viktor Hollaender)[17]
- Hopfenraths Erben (Musik von Gustav Michaelis)